# Amt Hohenhameln
Das Amt Hohenhameln  im heutigen Niedersachsen war ein historisches Verwaltungsgebiet des Königreichs Hannover.

## Geschichte
Das Amt entstand im Zuge der Verwaltungsreform von 1852 durch Teilung des Amts Peine. Der Verwaltungssitz befand sich in Hohenhameln, einer heutigen Gemeinde des Landkreises Peine. Das Amt wurde im Jahr 1859 wieder mit dem Amt Peine vereinigt.

## Gemeinden
Bei seiner Gründung (1852) umfasste das Amt folgende Gemeinden:
| - Adenstedt - Adolphshof - Bekum - Berkum - Bierbergen - Bründeln | - Clauen - Equord - Groß Solschen - Hofschwicheldt - Hohenhameln - Klein Solschen | - Mehrum - Ohlum - Rötzum - Rosenthal - Schierke - Schwicheldt | - Soßmar - Stedum - Telgte - Vöhrum |

- Karte mit allen verlinkten Seiten:
- OSM |
- WikiMap

## Amtmann
- 1852–1859: Georg Ludwig Baring, Amtmann